# 아리랑고개
아리랑고개는 서울 성북구의 고개이다.
이곳에서 일제강점기에 개봉된 아리랑을 촬영했다.